# Automòbil superesportiu

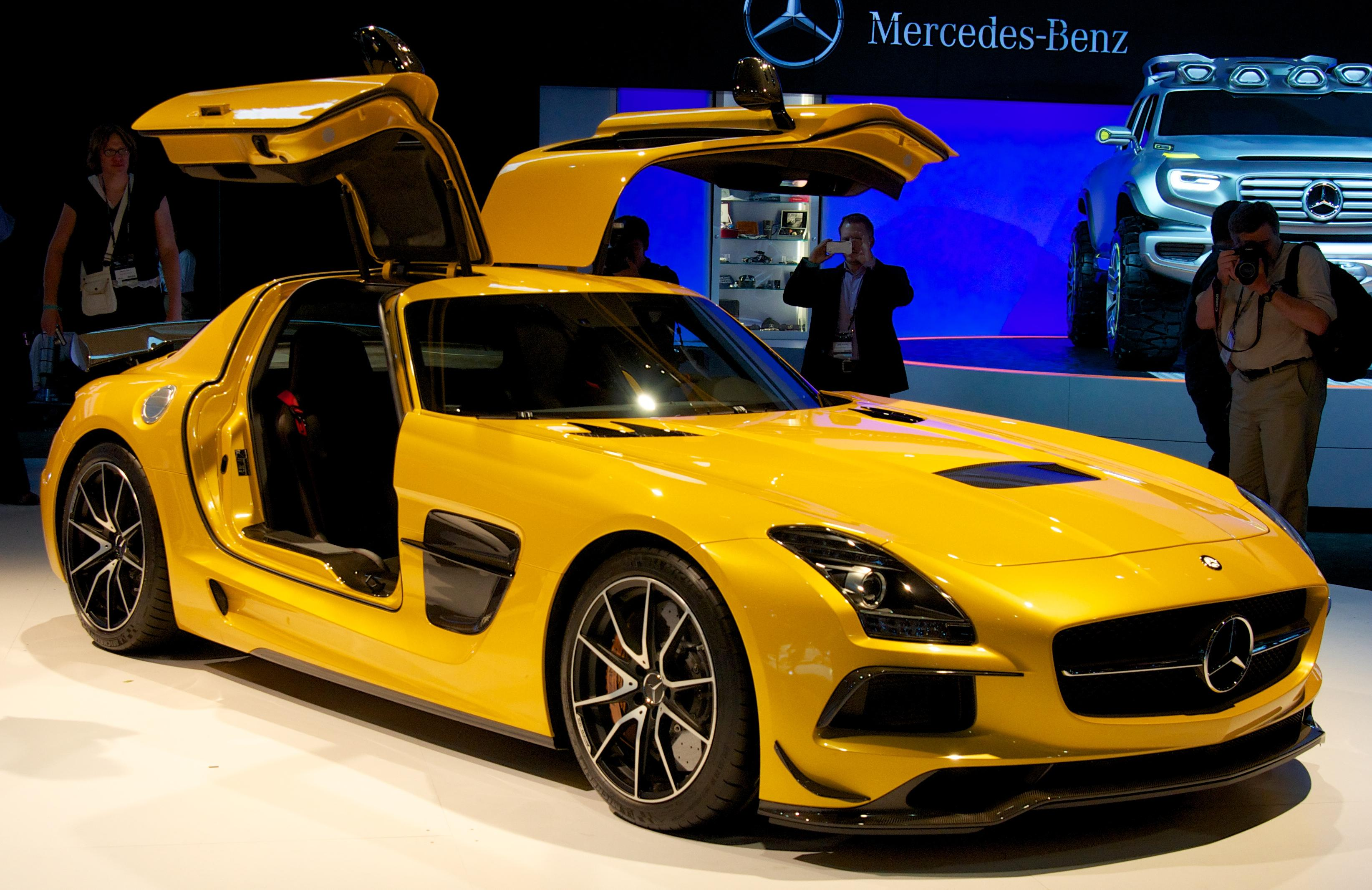
Mercedes-Benz SLS AMG

El Bugatti Veyron 16/4 va aconseguir una velocitat màxima de 407 km/h

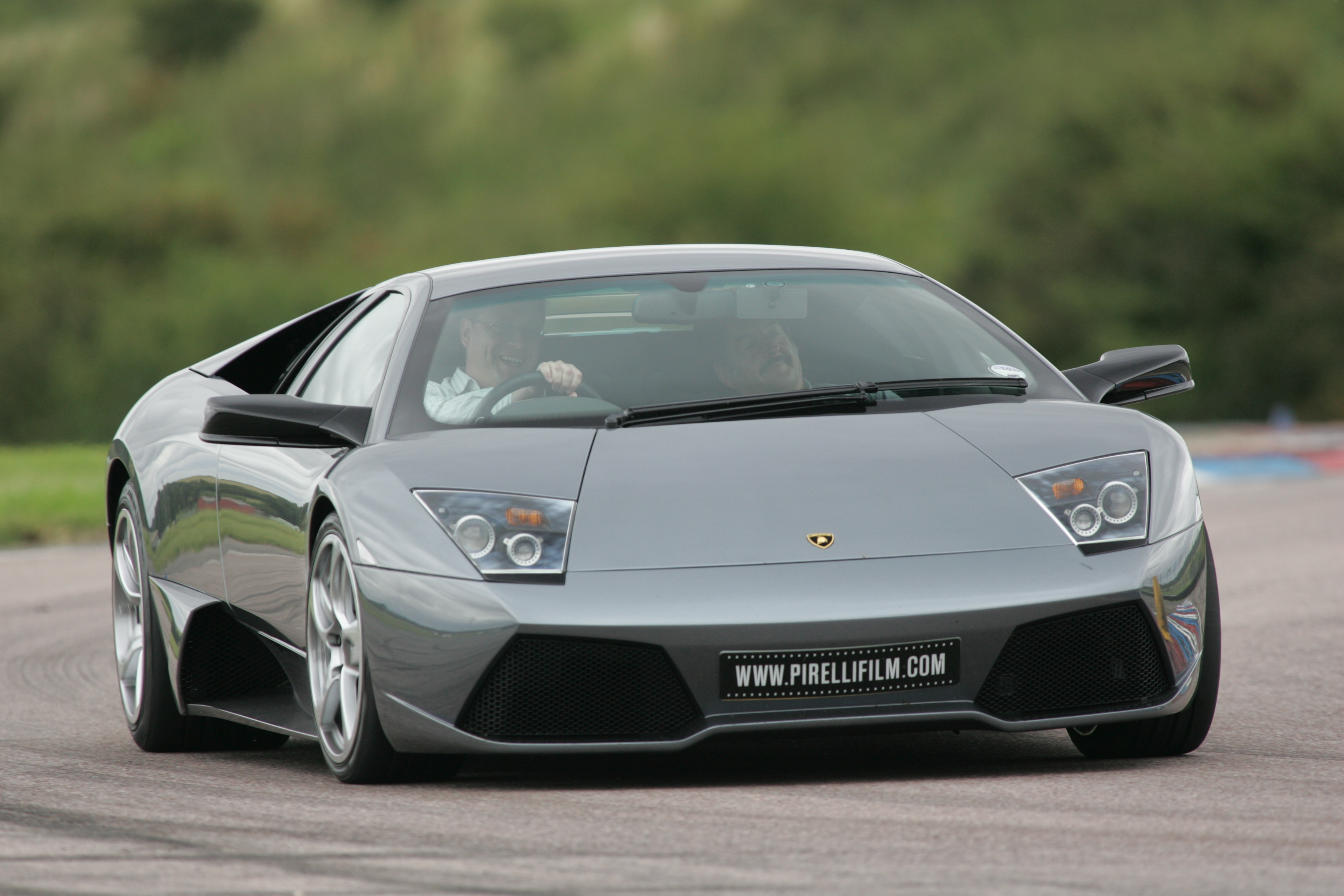
Lamborghini LP-640 Murciélago.

Un  automòbil superesportiu és un automòbil esportiu amb unes prestacions molt superiors a les dels altres automòbils, apropant-se o excedint nivells de competició de cotxes de carrera. Solen utilitzar materials poc convencionals en els automòbils de producció en sèrie, com fibra de carboni, Kevlar i aliatges d'alumini, magnesi, molibdè o titani per reduir el pes i obtenir millors prestacions. Per aquesta raó solen ser molt més cars que un esportiu massiu d'altes prestacions, i es produeixen en petites sèries o sota comanda, molts d'ells amb gran part del seu procés de fabricació fet a mà.
Freqüentment aquests automòbils són els que presenten el major desenvolupament tecnològic pel que fa a sistemes de propulsió, seguretat i confort, i de mica en mica aquestes qualitats es van implementant en els automòbils de producció a mesura que les tecnologies van rebaixant el cost o el seu ús comença a ser necessari per al funcionament, la seguretat, etc.
L'aplicació apropiada d'aquest terme és subjectiva i disputada, especialment entre els entusiastes de l'automòbil. Encara que no és una xifra o característica que es pugui catalogar o reconèixer globalment com a acceptable, i fins i tot pràctica, és cert que la gran majoria dels superesportius són aquells que tenen un cost de fabricació per sobre dels 125.000 dòlars estatunidencs, a excepció de berlines de luxe com les de Bentley o Maybach, per exemple.
Sobre els orígens, hi ha consens en què els automòbils que van ser considerats com els primers superesportius van ser el Mercedes-Benz 300 SL "Gullwing", el Ferrari 250 GTO i els Lamborghini Miura i/o Countach, entre els més importants. Hi ha moltes marques de superesportius, especialment italianes, que es mantenen dins de l'exclusivitat del mercat i, per tant, no són del domini públic, com en el cas de Ferrari o Lamborghini. No obstant això, no és un terreny en què només hi són països com Itàlia, Alemanya o Anglaterra conservant la producció de superesportius dins d'Europa, ja que existeixen alguns fabricants japonesos i estatunidencs que ofereixen els seus propis models, en algunes ocasions, amb models únics d'una sola marca. De 1994 fins a 2005 el superesportiu més ràpid del món va ser el McLaren F1, fins a l'aparició del Koenigsegg CCR. Aquell mateix any, i fins al 2007, el Bugatti Veyron es va convertir en l'automòbil de carreres més ràpid del món, amb una velocitat màxima de 407 km/h, fins que va ser superat pel SSC Ultimate Aero, amb un rècord de 413 km/h (257 mph). Posteriorment, Bugatti va tornar a aconseguir el rècord mundial en presentar el Bugatti Veyron 16/04 Super Sport, amb 1200CV de potència i una velocitat màxima de 431 km/h